# Real Fénix (1749)
Il Real Fénix fu un vascello di linea spagnolo da 80 cannoni che prestò servizio nell'Armada Española tra il 1751 e il 1780, e successivamente nella Royal Navy tra il 1780 e il 1815.

## Costruzione
Realizzato nei Reales Astilleros de Esteiro de L'Avana a Cuba, sui piani costruttivi elaborati dal tenente generale e ingegnere navale José Antonio de Gaztañeta y de Iturribalzaga fu la prima unità della sua classe, l'altra era il Rayo. Il Real Fénix entrò in servizio il 1 dicembre 1749, e come nave ammiraglia del tenente generale Benito María Spínola salpò da Cuba con a bordo 15.847.423 pesos, e il battaglione Barlovento. Dopo una sosta presso il porto francese di Fort Royal, alla Martinica, a causa di alcuni danni riportati in una burrasca, arrivò a Cadice l'8 giugno 1750. Nell'aprile del 1755 entrò nell'arsenale de La Carraca a Cadice per eseguire lavori di carenaggio. Il capitano Juan de Lángara y Huarte ne assunse il comando nella baia di Cadice nella primavera del 1759.

## Storia
Sotto il comando del capitano Gutierra de Hevia y Valdés, e come nave ammiraglia del tenente generale Juan José Navarro, Marqués de la Victoria, salpò da Cadice il 29 agosto 1759 insieme a una squadra navale formata da altri 10 vascelli, due fregate e due tartane, diretta a Napoli, per imbarcare il nuovo re di Spagna Carlo III. Arrivata nel porto italiano il 28 settembre, le navi furono raggiunte da altre quattro navi spagnole e una napoletana. Il re si imbarcò sul Real Fénix il 7 ottobre e arrivò a Barcellona il 17 ottobre. Al suo ritorno, Juan José Navarro fu promosso Capitano Generale della Armada Española il 13 dicembre 1759. Nel gennaio 1762 il Real Fénix fu assegnato alla baia di Cadice, formando una squadra navale insieme ad altri dodici vascelli, quattro fregate e altre navi più piccole. Durante quest'anno e il successivo, nell'ambito della guerra dei sette anni contro la Gran Bretagna, fu nave ammiraglia del tenente generale Carlos Reggio y Gravina Brachiforte e svolse varie missioni nel Mar Mediterraneo, nello stretto di Gibilterra e nell'Oceano Atlantico.
Tra il 1764 e il 1765 subì numerosi lavori di raddobbo presso l'arsenale de La Carraca, e rimase in disarmo sino al settembre 1769, sebbene formalmente al comando del capitano Francisco Cotiella.
Nel 1778 il comando del vascello fu assunto da Félix Ignacio de Tejada per un breve periodo. Il 23 giugno 1779, in seguito della guerra d'indipendenza americana a cui partecipò la Spagna contro la Gran Bretagna, fu assegnato al comando del capitano Francisco Javier de Melgarejo y Rojas a Cadice come parte integrante della squadra navale del luogotenente generale Luis de Cordova y Cordova. Lo stesso giorno della dichiarazione di guerra, la squadra di Cadice salpò per il canale della Manica. Il 23 luglio, al largo delle Isole Sisargas, insieme ad altre tre navi e due fregate per le Isole Azzorre con la divisione del tenente generale Antonio de Ulloa, che alzava la sua insegna sul Real Fénix. La missione di Ulloa consisteva nel proteggere l'approdo delle navi spagnole e di affrontare in mare una squadra britannica di cui vi era notizia.
La squadra di Ulloa ritornò a Cadice il 1º ottobre, ma già l'8 dello stesso mese salpò nuovamente alla notizia che una squadra britannica che si stava formando per tentare di rompere l'assedio di Gibilterra. Alla fine del mese di ottobre Ulloa fu sostituito dal brigadiere Juan de Lángara, poiché sottoposto a una corte marziale che lo ha dichiarò innocente dalle accuse.
I forti venti occidentali di Loa alla fine di novembre trascinarono la squadra di Lángara verso il Mar Mediterraneo, a causa dei quali dovette entrare nella rada di Cartagena. Il 30 dicembre la squadra salpò ed entrò nello stretto il 2 gennaio. Dopo aver subito altre tempeste, che ridussero le forze della sua squadra, Lángara affrontò la squadra britannica al comando di Sir George Rodney il 16 gennaio 1780 nella battaglia di Capo San Vincenzo. Durante questa battaglia il Real Fenix fu catturato durante il combattimento conosciuto dagli inglesi come The Moonlight Battle (la battaglia del chiaro di luna).
Lo stesso Lángara e altri comandanti vennero fatti prigionieri a bordo. Gli inglesi ribattezzarono la nave HMS Gibraltar. Al servizio della Gran Bretagna partecipò alla battaglia di Cuddalore contro le forze navali francesi. All'inizio della guerra rivoluzionaria francese il Gibraltar prestò servizio nel canale della Manica e nel 1794 contro i francesi nel corso della battaglia conosciuta come Glorioso Primo di Giugno, prima di essere inviata nel Mediterraneo nel maggio 1795. A giugno la nave entrò in azione vicino a Hyères, e poi, nel dicembre 1796, fu gravemente danneggiato da una tempesta e dovette tornare in Inghilterra per importanti riparazioni. A giugno 1797 il Gibraltar rientrò nel Mediterraneo, prestando servizio nella campagna d'Egitto, rimanendovi fino alla firma del Trattato di Amiens, tranne per un breve periodo in cui è stata mandata in Inghilterra per lavori di raddobbo. Ritornata nel canale della Manica nell'aprile 1807, il Gibraltar si unì alla Channel Fleet sotto l'ammiraglio James Gambier, e combatté nel corso della battaglia dell'isola di Aix nel 1809. Il Gibraltar rimase in servizio attivo fino al dicembre 1813, venendo quindi ridotto ad un pontone destinato a lazzareto nel settembre 1824, e per essere definitivamente demolito nel 1836 presso i Pembrocke Docks.

### Annotazioni
1. ↑  Queste truppe furono integrate nei battaglioni dei reparti quando l'Armada de Barlovento fu sciolta.

### Fonti
1. 1 2 3 4 5 6 7 8  Todo a babor.
2. 1 2 3 4 5 6 7 8 9 10 11 12 13 14  Todoavante.
3. 1 2  Colledge, Warlow 2006, p. 140.